# Adromischus cristatus
Adromischus cristatus är en fetbladsväxtart som först beskrevs av Adrian Hardy Haworth, och fick sitt nu gällande namn av Lem.. Adromischus cristatus ingår i släktet Adromischus och familjen fetbladsväxter.

## Underarter
Arten delas in i följande underarter:
- A. c. clavifolius
- A. c. mzimvubuensis
- A. c. schonlandii
- A. c. zeyheri

## Bildgalleri

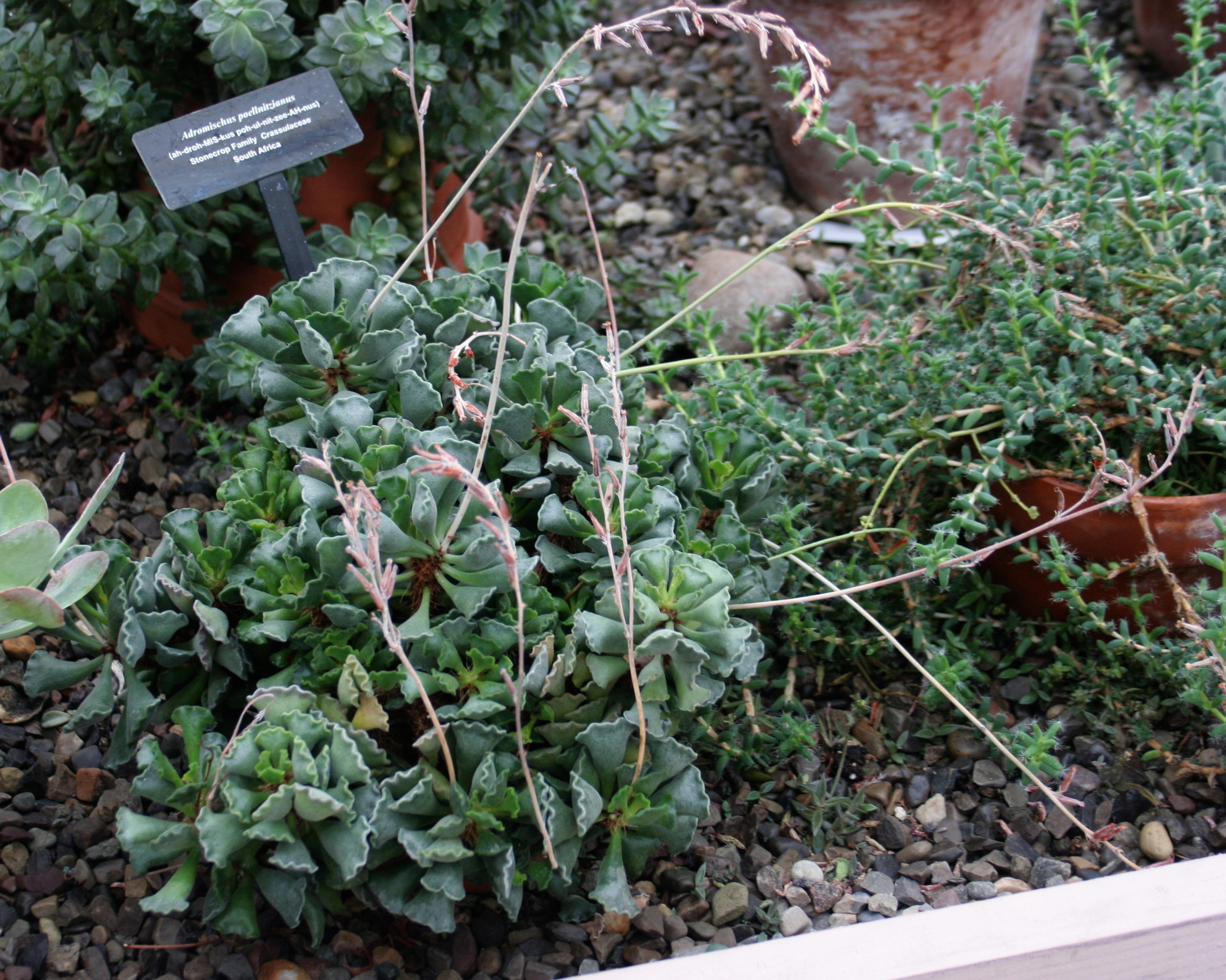